# Aeroportul Kerman
Aeroportul Kerman (IATA: KER, ICAO: OIKK) este un aeroport din Kerman, Central District⁠(d), Kerman County⁠(d), Kerman⁠(d), Iran ce deservește zona Kerman. Aeroportul a fost tranzitat în 2019 de 768.096 de pasageri. A fost deschis în 1956.
Situat la o altitudine de 1.750 m, aeroportul dispune de o singură pistă. Este operat de Iranian Airports Holding Company⁠(d).